# Acústico (álbum de Clayton & Romário)
Acústico é o segundo álbum ao vivo da dupla sertaneja brasileira Clayton & Romário, lançado em 17 de janeiro de 2016 de forma independente.
O álbum, assim como outros álbuns já gravados, até mesmo futuros, mescla entre faixas inéditas e regravações. As participações especiais são de João Reis Araújo, pai do falecido cantor Cristiano Araújo, na releitura de Fim de Semana, da dupla João Paulo & Daniel, e do filho de João Reis, Felipe Araújo, na faixa Etiquetada.

## Lista de faixas
| N.º            | Título                                                 | Compositor(es)                                                                | Duração |  |
| 1.             | "Vai Querer Me Amar"                                   | Romário Moreira / Rafael Porto / Junior Avelar                                | 2:37    |  |
| 2.             | "Bora Toma Uma"                                        | Gregori Pinheiro / Marcos Gabriel / Deli Junior                               | 2:31    |  |
| 3.             | "Papel de Bobo"                                        | Samuel / Johnny / Rayan Carlo                                                 | 2:56    |  |
| 4.             | "Marvado"                                              | R. Carlo                                                                      | 3:16    |  |
| 5.             | "Vira o Dobro"                                         | Ray Antonio / Everton Matos                                                   | 2:35    |  |
| 6.             | "Agora É Minha Ex"                                     | Clayton Moreira / R. Moreira / R. Carlo                                       | 3:27    |  |
| 7.             | "Nada a Ver"                                           | Pedrinho / Rafinha                                                            | 3:04    |  |
| 8.             | "Tarde Demais / Favo de Mel"                           | Luiz Carlos / Elias Muniz Bruno / Felipe                                      | 3:36    |  |
| 9.             | "Então Fala"                                           | C. Moreira / R. Moreira / Danilo Mendes                                       | 2:49    |  |
| 10.            | "Etiquetada" (part. Felipe Araújo)                     | R. Antonio / E. Matos / Paulo Henrique                                        | 2:59    |  |
| 11.            | "Malícia de Mulher"                                    | Peninha / Tivas                                                               | 3:08    |  |
| 12.            | "Campeão / Morena Bonita / Goiás É Mais / Chora Viola" | Alexandre / Tião Carreiro Carreirinho / T. Carreiro Moacyr Franco T. Carreiro | 4:44    |  |
| 13.            | "Talismã / Hoje Eu Sei / Vida Vazia"                   | Michael Sullivan / Paulo Massadas Rick / Alexandre Bruno / Felipe             | 5:53    |  |
| 14.            | "Fim de Semana" (part. João Reis Araújo)               | Joel Marques / Vicente Castilho                                               | 3:29    |  |
| 15.            | "A Sua Hora Já Passou"                                 | Henrique Machado                                                              | 2:36    |  |
| 16.            | "Tá Querendo Eu"                                       | C. Moreira / R. Moreira / Everton Moreira                                     | 2:21    |  |
| 17.            | "Desejo de Amar / Chovendo Paixão"                     | Gabú / Marinheiro Everton Matos / Rivanil / Diego Ferrari                     | 3:50    |  |
| Duração total: | Duração total:                                         | Duração total:                                                                | 55:51   |  |